# La bella e la bestia (film 1946)
La bella e la bestia (La Belle et la Bête) è un film del 1946 diretto da Jean Cocteau e (non accreditato) René Clément.
Basato sulla omonima fiaba, è stato presentato in concorso alla prima edizione del Festival di Cannes.

## Trama
Il film è ambientato in Francia, nel XVII secolo. Un ricco anziano ha appena perso tutti i suoi possedimenti, poiché i battelli di sua proprietà sono naufragati. Nonostante questo, le sue due figlie più grandi, le cattive Felicità (Felìcia nel ridoppiaggio) e Adelaide (in originale Félicie e Adélaïde) si ostinano a condurre una vita da gran signore, comprando abiti costosi e continuando ad avere lacchè al loro servizio.
Ludovico (Ludovic), unico figlio maschio, perde invece le ultime ricchezze al gioco, e per risanare i suoi debiti si affida ad un usuraio che porta via anche i mobili di casa. L'unica che ha davvero a cuore la precaria situazione della famiglia è Bella (Belle), che, nonostante la sua grande bellezza, si riduce a fare la serva in casa propria. Per questo, non asseconda nemmeno le avances di Splendore (Avenant), un ricco e arrogante amico di famiglia, che la vorrebbe in sposa.
Un giorno il padre riceve la notizia che un battello si potrebbe essere salvato, e corre in città sicuro che essa sia vera; le due figlie più grandi chiedono subito regali costosi e prestigiosi; Bella, invece, alla richiesta del padre su cosa vorrebbe in regalo chiede solo una rosa.

Al suo arrivo in città, il padre scopre che tutti i suoi beni sono già stati venduti per ripagare i debitori ed è costretto a tornare a casa attraversando un bosco a notte fonda. Vi si perde, ma nel suo girovagare trova un castello incantato, con oggetti e statue semoventi, che lo accoglie come se lo stesse aspettando. Qui cena e passa la notte.

Al mattino, prima di ripartire, si ferma nel bel giardino per raccogliere la rosa da donare a Bella; ma quando ne recide una appare subito il terribile padrone di casa: il Mostro, dalle sembianze di una bestia crudele.

Il padre ha abusato dell'ospitalità del Mostro, e dovrà pagare con la vita, a meno che una delle sue figlie non si sacrifichi per lui.
Le due figlie maggiori biasimano il padre e pensano addirittura sia giusto che muoia, perché ha dato ascolto all'assurda richiesta di Bella. Bella, dal canto suo, decide di partire per il castello del Mostro, e parte in sella ad un cavallo magico che la porta da lui.
Quando Bella incontra il mostro, cade svenuta, spaventata dalla sua bruttezza; tuttavia, questi non la divora, e anzi la adagia dolcemente su un letto. Quella sera, a cena, lui le dice che non ha intenzione di ucciderla, e anzi lei sarà la regina di quel castello; in cambio, lui dovrà porle ogni sera la stessa domanda: una domanda di matrimonio. Bella, ovviamente, rifiuta categoricamente.
Nei giorni successivi, Bella osserva il Mostro: di giorno sente grida spaventose e lo vede sporco di sangue, come se avesse ucciso animali o persone (ipotesi avallata dal fatto che, nel vedere un cervo, il Mostro abbia un fremito di collera); di sera, invece, è galante e mostra di tenere al suo bene. Quando Bella vede che il Mostro non uccide animali o persone, ma si ferisce da solo per sfogare su se stesso i suoi istinti, capisce che in realtà egli è una creatura buona, che cerca di far convivere in sé due nature, una animalesca e una umana, rimpiangendo di non appartenere esclusivamente a quest'ultima. Da allora inizia a volergli bene, e lo considera un grande amico, ma risponde sempre di no alla sua domanda di matrimonio.
Un giorno, guardando in uno specchio che mostra i propri pensieri, Bella vede suo padre malato; prega dunque il Mostro che la lasci andare a prendersi cura di lui per qualche giorno. Il Mostro, che si è innamorato di lei, la lascia andare con estremo dolore. Le affida tutti gli oggetti del suo potere: il Cavallo Magico, lo Specchio, un Guanto che trasporta chi lo indossi in ogni luogo e la chiave del Padiglione di Diana, una stanza del castello in cui è chiuso tutto il tesoro del Mostro. Se non tornerà a consegnarglieli entro una settimana, il Mostro perderà ogni potere e morirà: in pratica ripone tanta fiducia in Bella da affidarle la sua stessa vita.
Grazie al guanto magico, Bella torna a casa e aiuta il padre a riprendersi. Le sorelle sono invidiose di tutte le ricchezze di cui Bella è adorna, che, in mano loro, si trasformano in vermi e serpenti; inoltre, la ragazza commette l'errore di parlare loro del tesoro del Mostro: Splendore e Ludovico vorrebbero appropriarsene. Con l'inganno, riescono a convincere Bella a rimanere oltre la settimana concessale dal Mostro, e, rubata la chiave, i due ragazzi partono per il castello in groppa al cavallo. Il Mostro, nel frattempo, inizia a indebolirsi e a provare immenso dolore per la mancanza di Bella.
Lo Specchio rivela a Bella che il Mostro sta per morire; la ragazza si rende conto che la chiave del tesoro è scomparsa. Torna dunque a mani vuote nel castello, preoccupata per il Mostro, di cui si scopre innamorata; ma ormai questi giace a terra, come morto. Intanto, Ludovico e Splendore entrano nel Padiglione di Diana, ma quest'ultimo viene ucciso da una freccia, scoccata da una statua incantata della dea; prima di morire, Splendore assume le sembianze del Mostro. In quell'istante, il vero Mostro si rialza, diventato un bellissimo Principe: rivela a Bella che era stato trasformato in Mostro da una fata, arrabbiata poiché i suoi genitori non credevano alle fate. Solo il vero amore lo avrebbe mutato di nuovo in essere umano. Dapprima, Bella non riconosce nel nuovo Principe le sembianze del Mostro, che anzi sembrano essere proprio quelle dello stesso Splendore; poi, convinta che quello è il suo amato, lo segue in un regno di sogno in cui lei sarà la regina e le sorelle serve.

## Versioni italiane
Come si è soliti fare con fiabe, nell'edizione italiana del film tutti i nomi dei personaggi sono tradotti nella nostra lingua, ma con alcune differenze a seconda dei due doppiaggi esistenti. Nella prima versione del 1947, Avenant (letteralmente “avvenente”) è tradotto opportunamente in Splendore, mentre nel ridoppiaggio assume stranamente il nome comune di Armando; la sorella Félicie, invece, è Felicita nel doppiaggio originale e Felicia nel ridoppiaggio. Nel DVD pubblicato nel 2010 dalla Sinister Film sono presenti entrambi i doppiaggi italiani.

## Trasmissioni televisive
Il film venne trasmesso per la prima volta alla tv italiana lunedì 23 gennaio 1956 alle 21:30 sul Programma Nazionale, allora unico canale esistente.

## Produzione
Il Mostro, il Principe in cui si trasforma e Splendore sono interpretati dallo stesso attore, Jean Marais: Cocteau lo voleva in quei ruoli non solo perché lo apprezzava molto, ma anche perché in questo modo rendeva efficace il parallelismo tra Uomo (Splendore) e Bestia (il Mostro). Per interpretare quest'ultimo, Marais doveva sottoporsi a 5 ore di trucco giornaliere, e il suo costume era realizzato in vera pelliccia di animale.
Mentre stava girando il film, Cocteau dovette essere ricoverato in ospedale per una grave forma di psoriasi, e fu sostituito da René Clément. In un'intervista avrebbe poi dichiarato: "Ho la pelle coperta da piaghe che sanguinano e fanno malissimo, ma non è niente in confronto a quello che Jean (Marais, ndr) deve sopportare: ha sul corpo una crosta talmente perfetta che rimuoverla vuol dire subire dolori più infernali dei miei!". Si riferiva in effetti al costume della Bestia, realizzato con materiali e colle che lo facevano aderire alla pelle e ne rendevano difficile il distacco.
Una leggenda vuole che, vedendo la scena finale, Greta Garbo abbia detto "Ridatemi la Bestia!" riferendosi al fatto che quel personaggio era molto più convincente del Principe in cui si trasformava.
Molti degli effetti speciali, come il "volo" dei due protagonisti alla fine del film, il "teletrasporto" di Bella e la comparsa della scritta "Fine" nella sabbia sono stati realizzati facendo girare al contrario la pellicola: la scena in cui le candele si accendono da sole al passaggio del padre di Bella, per esempio, è stata fatta facendo camminare l'attore all'indietro e spegnendo le candele al suo passaggio, e poi rimontando la scena al contrario. Proprio in essa, tuttavia, si può notare il trucco quando viene inquadrato un camino, nel quale le fiamme ardono... al contrario!
Alcuni dettagli di questo film appaiono anche nella versione animata disneyana.
Nella fiaba originale la Bella aveva tre fratelli a lei molto affezionati, mentre non esisteva la figura del pretendente in lotta con la Bestia. Le sorelle invece figurano da sempre nella storia: Cocteau inserì quei due personaggi per rendere la storia più complessa.

## Riconoscimenti
- Premio Louis-Delluc 1946